# Chronicon Pictum
La Crónica Iluminada, o bien Crónica Iluminada de Viena, Chronica Hungarorum, Chronicon (Hungariæ) Pictum, Chronica Picta o Chronica de Gestis Hungarorum, llamada en húngaro: Képes krónika, es la crónica ilustrada del Reino de Hungría desde las incursiones de los hunos en el siglo V hasta los reyes del siglo XIV, fecha de su publicación. Representa el estilo artístico internacional de las cortes reales, en especial la de Luis el Grande.
La iluminación decorativa del manuscrito fue realizada en Hungría antes de 1360 y muestra un gran conocimiento de la vida húngara, sus tradiciones históricas y leyendas. Las 147 imágenes de la Crónica permiten conocer la vestimenta real y campesina, pagana y cristiana del periodo Anjou tardío en Hungría, así como armamento y edificaciones contemporáneas.
Está dividida en dos partes: una primera que narra los hechos de los hunos  y una segunda de los hechos de los reyes húngaros, estableciendo una continuidad entre las dos. En la crónica de los reyes húngaros dedica gran parte a la figura del rey San Ladislao I de Hungría, contando también con numerosas iluminaciones de todos sus milagros y leyendas.
El manuscrito se conserva actualmente en la Biblioteca Nacional Széchényi (en húngaro: Országos Széchényi Könyvtár), en Budapest.

## Galería de imágenes

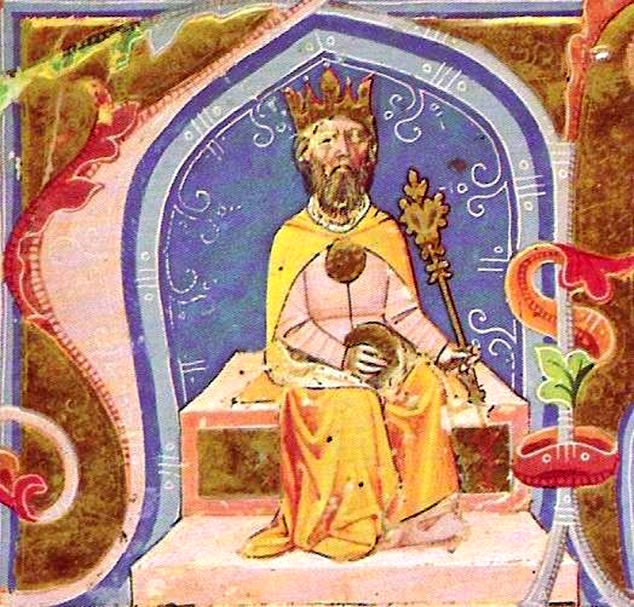
Atila
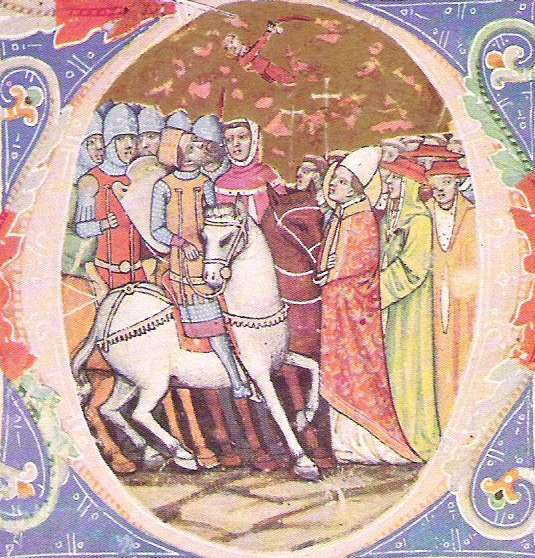
Encuentro de Atila con el papa León
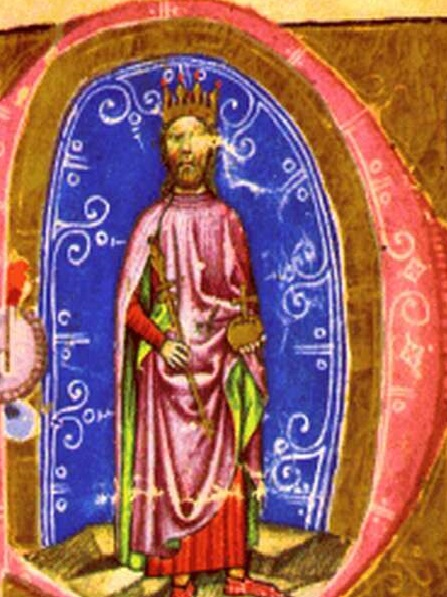
Rey Béla IV
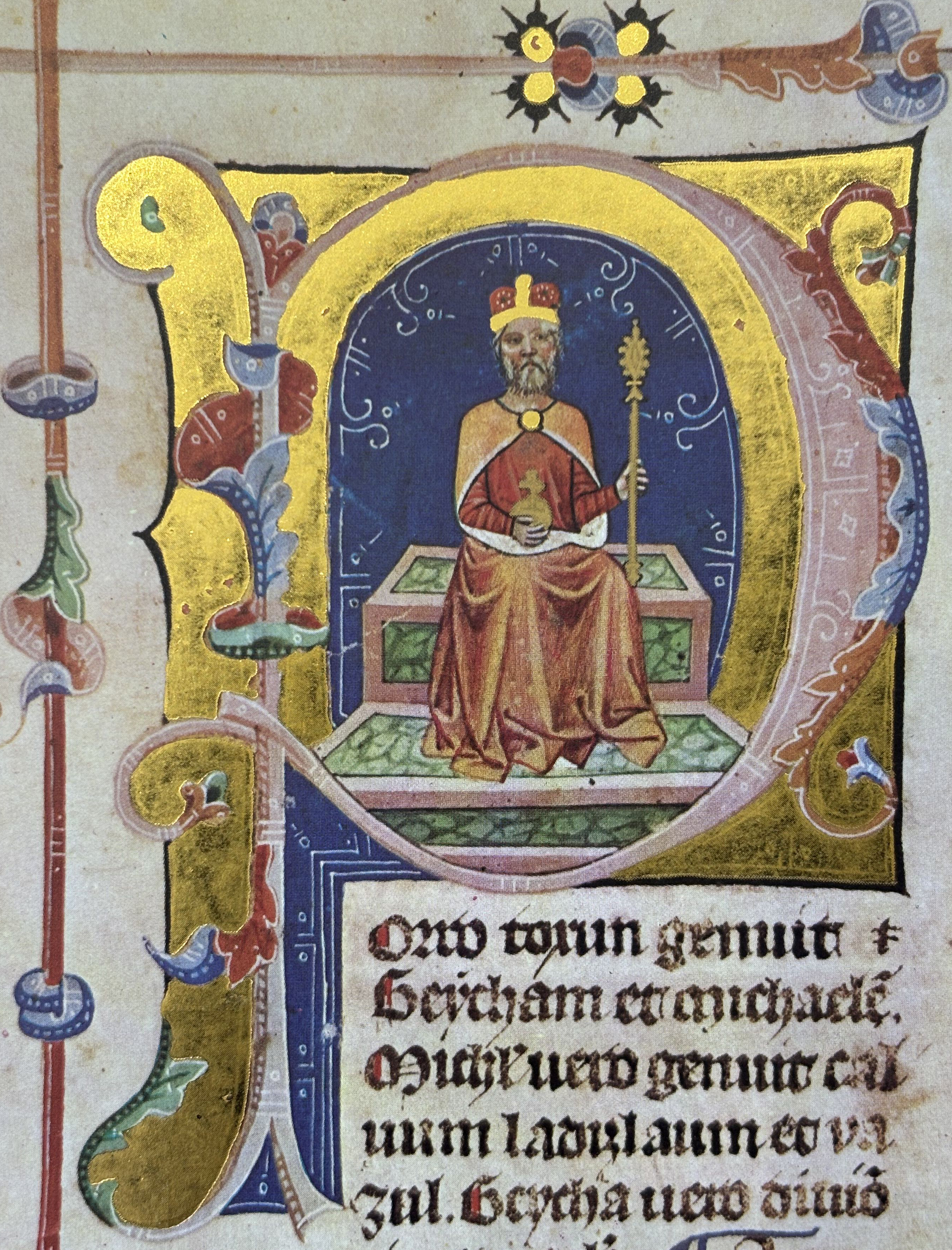
Gran Príncipe Géza
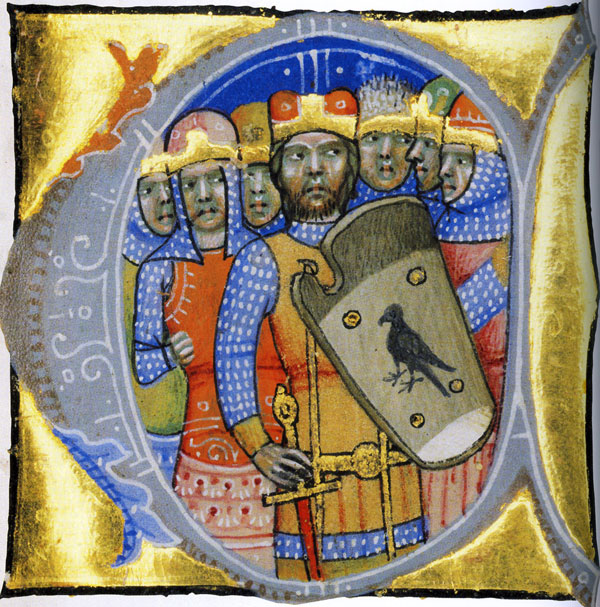
Los siete jefes tribales húngaros

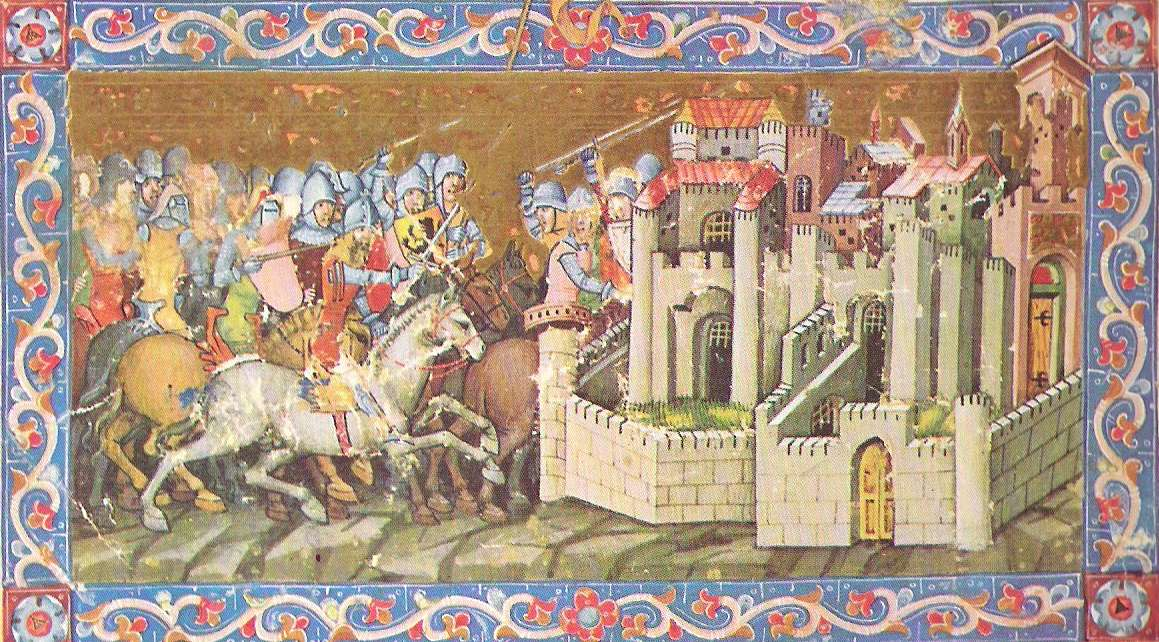
Los hunos asediando una ciudad
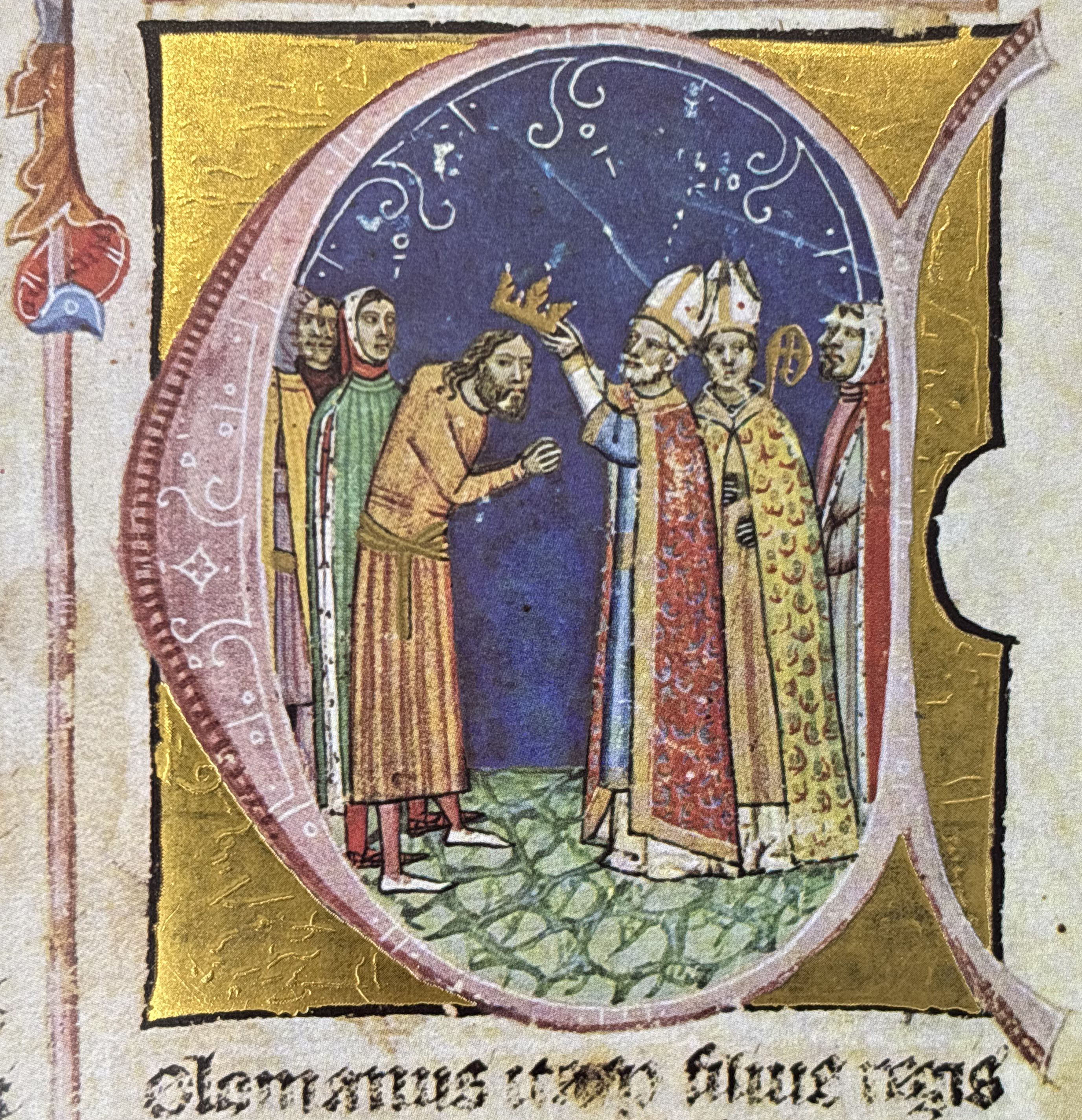
Rey Colomán
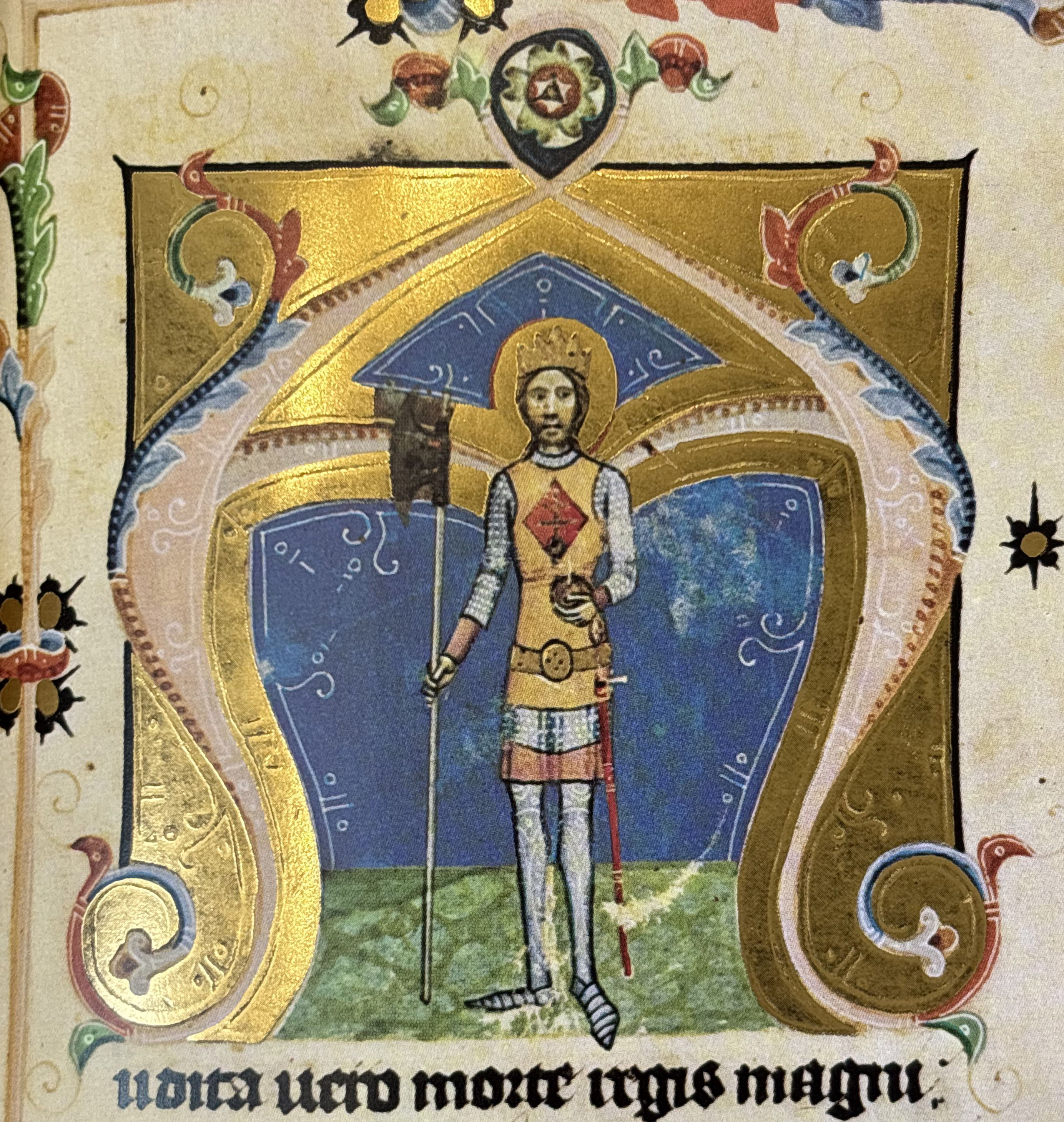
San Ladislao rey de Hungría
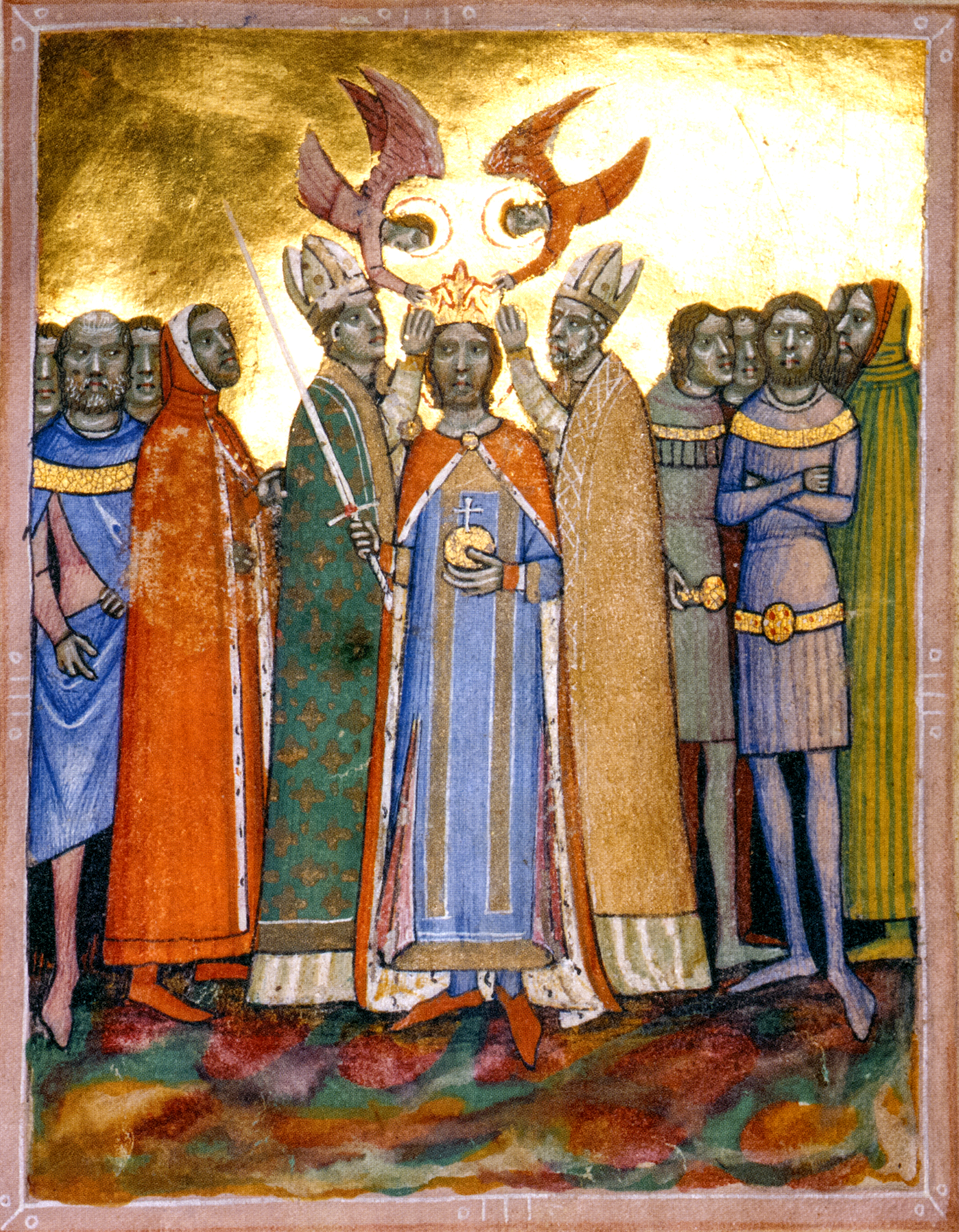
Coronación de San Ladislao
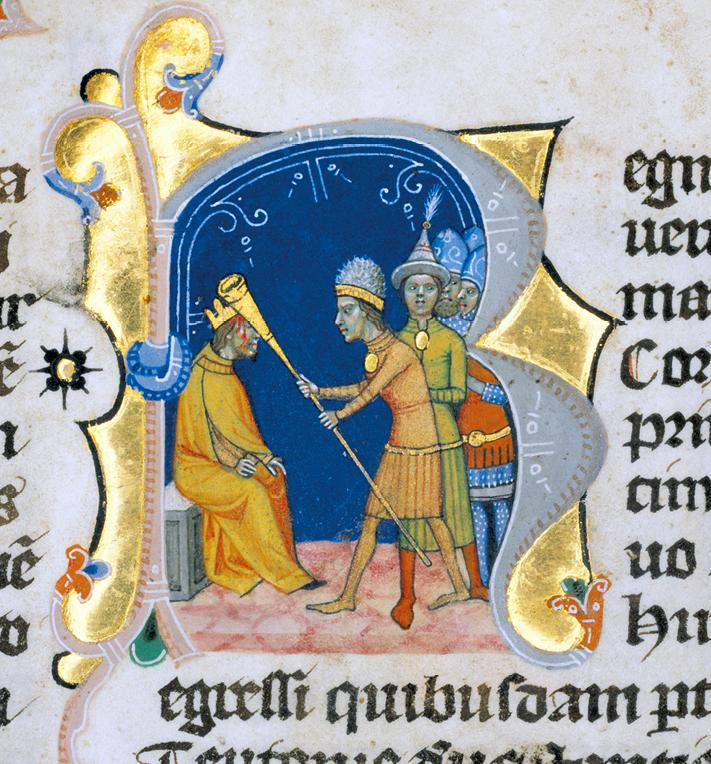
Lehel y su cuerno
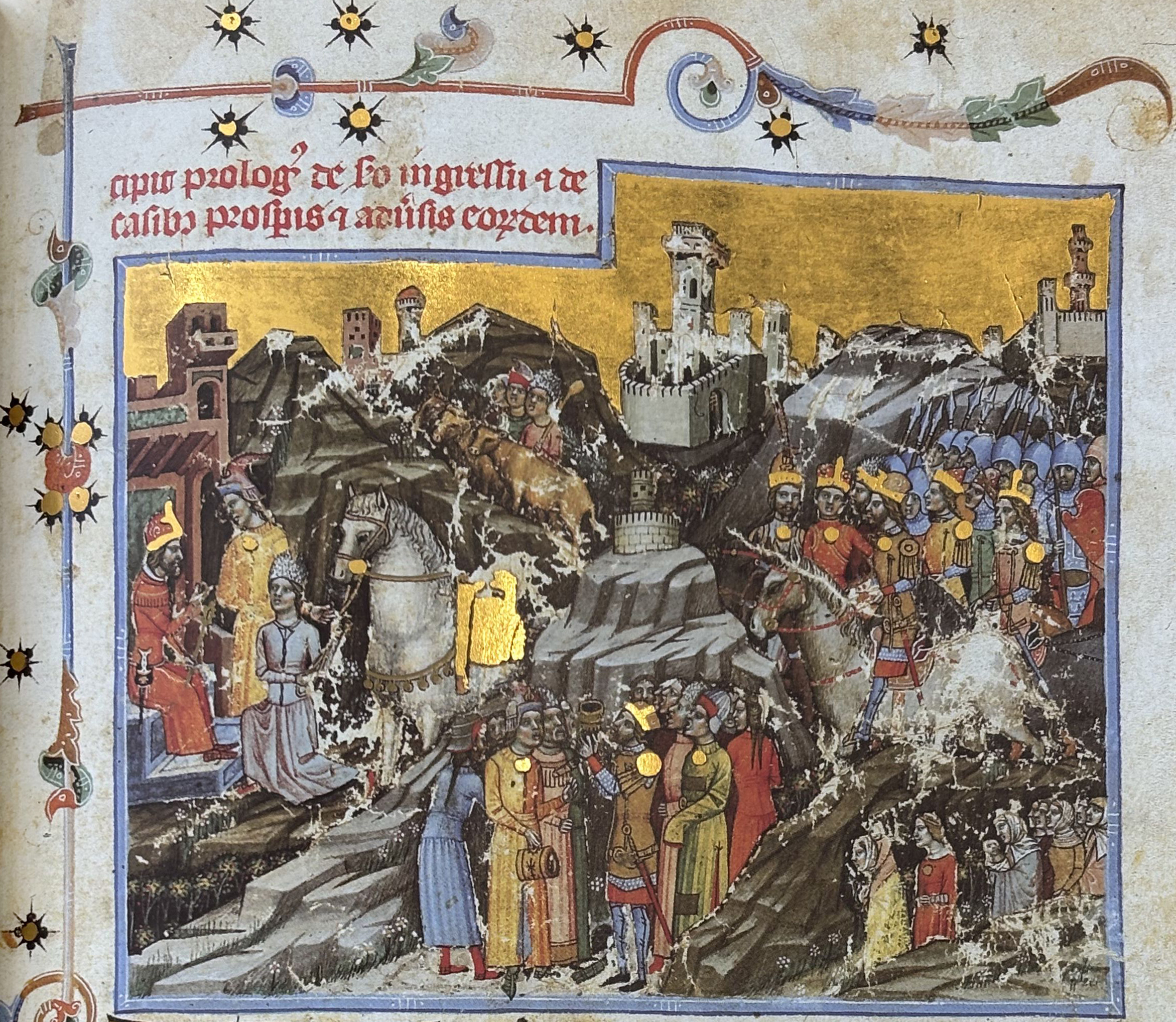
La invasión de los magiares

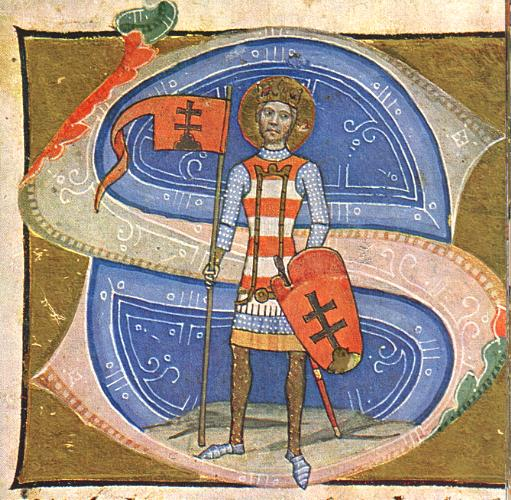
San Esteban I rey de Hungría
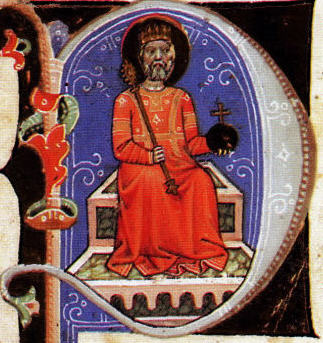
San Esteban I rey de Hungría
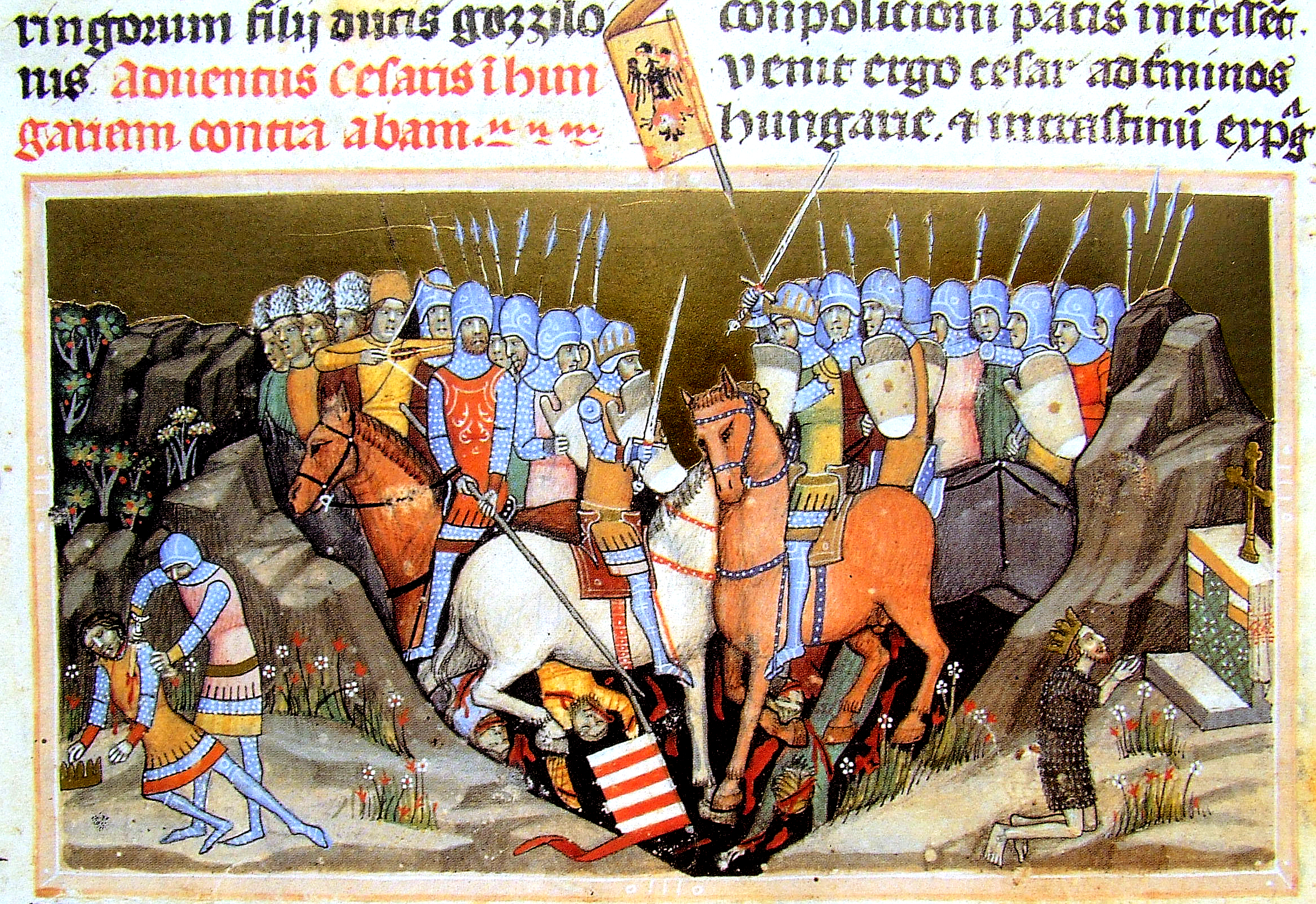
Batalla de Ménfő
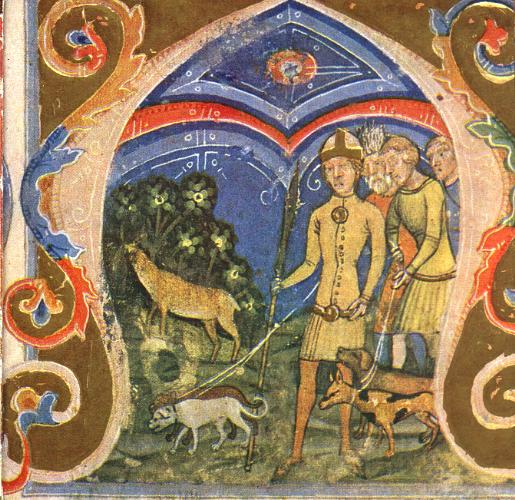
La caza del ciervo blanco
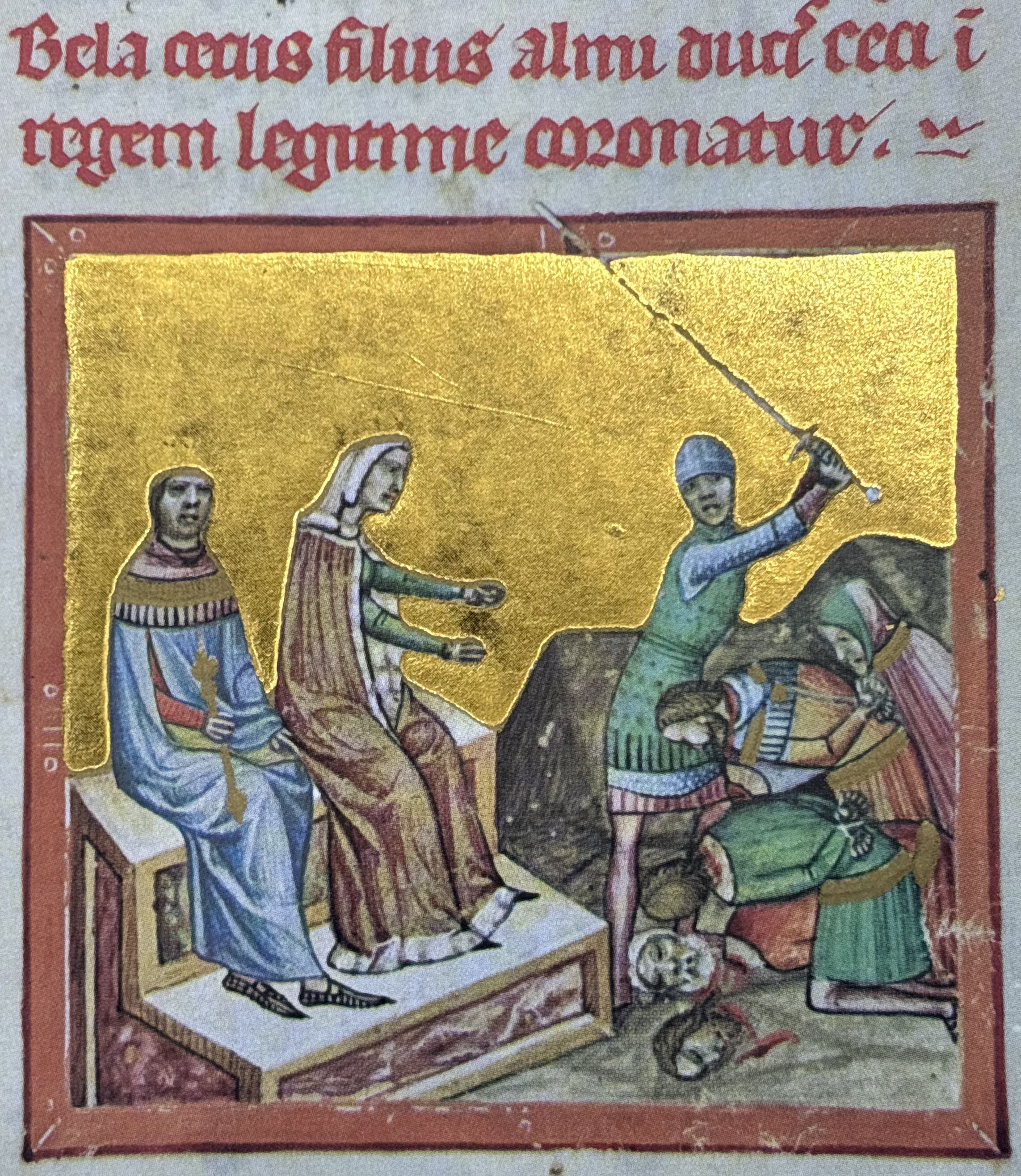
Rey Béla II el Ciego